# 고노에 사키히사
고노에 사키히사(일본어: 近衞前久, 1536년 ~ 1612년 6월 7일)는 센고쿠 시대와 아즈치모모야마 시대에 살았던 구게이다.
고노에가 당주로서 센고쿠 동란기에 간파쿠 사다이진·다이조다이진 등의 고위 관직을 역임하였다. 초명은 하루쓰구(晴嗣). 아들은 노부타다(信尹) 등. 딸은 고요제이 천황의 부인이자 고미즈노오 천황의 어머니인 사키코(前子) 등. 양자는 도요토미 히데요시, 교뇨, 쓰가루 다메노부. 히데요시는 사키히사의 양자가 되는 것으로 후지와라씨의 일문이어야 한다는 조건을 만족시켜 간파쿠에 취임할 수 있었다.

## 인물
사키히사는 후지와라씨의 적류 고셋케 답게, 와카·렌가에 뛰어난 재능을 발휘하였다. 서도는 쇼렌인류(青蓮院流)를 배우고, 고래의 선례에 기반한 관직·의식·복식 등의 예법에도 정통하였다. 더욱이 승마술과 매 사냥 등에도 발군의 역락을 보여 매 사냥 전문 해설서를 겸한 가집도 집필하였다.
교토에서 추방당하여, 지방 각지를 유랑하는 생활을 할 수 밖에 없었으나, 이는 사키히사에게 있어 단순히 경제적 곤궁과 전란을 피하기 위한 것만이 아니라, 오히려 정치에 적극적으로 참여하기 위한 수단의 하나이기도 하였다. 동시에 지방에 중앙 문화를 전파하는 중요한 역할을 수행했다고 평가되고 있다.
| 전임 이치조 가네후유 | 후지와라 씨장자 1554년 ~ 1568년 | 후임 니조 하루요시 |

| 전임 고노에 다네이에 | 제16대 고노에가 당주 | 후임 고노에 노부타다 |

| 전임 이치조 가네후유 | 관백 1554년 ~ 1568년 | 후임 니조 하루요시 |

| 전임 공백(고노에 다네이에) | 태정대신 1582년 | 후임 공백(도요토미 히데요시) |

| 전임 이치조 가네후유 | 좌대신 1554년 ~ 1557년 | 후임 사이온지 긴토모 |

| 전임 이치조 가네후유 | 우대신 1553년 ~ 1554년 | 후임 사이온지 긴토모 |

| 전임 이치조 가네후유 | 좌근위대장 1546년 ~ 1553년 | 후임 사이온지 긴토모 |

| 전임 이치조 가네후유 | 내대신 1547년 ~ 1553년 | 후임 사이온지 긴토모 |

| 전임 이치조 가네후유 | 우근위대장 1546년 | 후임 아시카가 요시하루 |